# 24 Heures de Daytona 1995
Navigation
Édition précédente Édition suivante
Les 24 Heures de Daytona 1995 (officiellement appelé le 1995 Rolex Daytona 24 Hours), disputées sur les 4 février 1995 et 5 février 1995 sur le Daytona International Speedway ont été la trente-troisième édition de cette épreuve, la vingt-huitième sur un format de vingt-quatre heures, et la première manche du Championnat IMSA GT 1995.

## Engagés
La liste officielle des engagés était composée de 78 voitures. 74 ont participé aux essais dont 17 en WSC, 30 en GTS-1, 25 en GTS-2 et 2 en Le Mans WSC.

## Course
Voici le classement provisoire au terme de la course,,.
- Les vainqueurs de chaque catégorie sont signalés par un fond jauni.
- Pour la colonne Pneus, il faut passer le curseur au-dessus du modèle pour connaître le manufacturier de pneumatiques.

| Pos.   | Classe | N° | Écurie                           | Pilotes | Châssis                         | Pneus | Tours | Temps |
| Pos.   | Classe | N° | Écurie                           | Pilotes | Moteur                          | Pneus | Tours | Temps |
| ------ | ------ | -- | -------------------------------- | --- | ------------------------------- | ----- | ----- | ----- |
| 1      | LM WSC | 10 | Kremer Racing                    | Giovanni Lavaggi Jürgen Lässig Marco Werner Christophe Bouchut                                                   | Kremer K8 (en)                  |       | 690   |       |
| 1      | LM WSC | 10 | Kremer Racing                    | Giovanni Lavaggi Jürgen Lässig Marco Werner Christophe Bouchut                                                   |                                 |       | 690   |       |
| 2      | WSC    | 2  | Brix Racing                      | Jeremy Dale Jay Cochran Fredrik Ekblom                                                                           | Spice BDG-02                    |       | 685   |       |
| 2      | WSC    | 2  | Brix Racing                      | Jeremy Dale Jay Cochran Fredrik Ekblom                                                                           |                                 |       | 685   |       |
| 3      | GTS-1  | 70 | Roush Racing                     | Tommy Kendall Paul Newman Mike Brockman Mark Martin                                                              | Ford Mustang                    |       | 682   |       |
| 3      | GTS-1  | 70 | Roush Racing                     | Tommy Kendall Paul Newman Mike Brockman Mark Martin                                                              |                                 |       | 682   |       |
| 4      | GTS-1  | 01 | Rohr Corp.                       | Hurley Haywood David Murry Bernd Mayländer Jochen Rohr                                                           | Porsche 911 GT2 (993)           |       | 655   |       |
| 4      | GTS-1  | 01 | Rohr Corp.                       | Hurley Haywood David Murry Bernd Mayländer Jochen Rohr                                                           |                                 |       | 655   |       |
| 5      | GTS-2  | 54 | Stadler Motorsport               | Enzo Calderari Lilian Bryner Renato Mastropietro Ulli Richter                                                    | Porsche 911 Carrera RSR         |       | 654   |       |
| 5      | GTS-2  | 54 | Stadler Motorsport               | Enzo Calderari Lilian Bryner Renato Mastropietro Ulli Richter                                                    |                                 |       | 654   |       |
| 6      | GTS-2  | 93 | Ecuador Mobil 1 Racing           | Jean-Pierre Michelet Henry Taleb Rob Wilson John Fergus                                                          | Nissan 240SX                    |       | 653   |       |
| 6      | GTS-2  | 93 | Ecuador Mobil 1 Racing           | Jean-Pierre Michelet Henry Taleb Rob Wilson John Fergus                                                          |                                 |       | 653   |       |
| 7      | GTS-2  | 55 | Jorge Trejos                     | Dennis Aase Jorge Trejos Javier Quiros Martin Snow                                                               | Porsche 911 Carrera RSR         |       | 646   |       |
| 7      | GTS-2  | 55 | Jorge Trejos                     | Dennis Aase Jorge Trejos Javier Quiros Martin Snow                                                               |                                 |       | 646   |       |
| 8      | WSC    | 50 | Euromotorsport Racing, Inc.      | Gianfranco Brancatelli Massimo Sigala Elton Julian Fabrizio Barbazza                                             | Ferrari 333 SP                  |       | 645   |       |
| 8      | WSC    | 50 | Euromotorsport Racing, Inc.      | Gianfranco Brancatelli Massimo Sigala Elton Julian Fabrizio Barbazza                                             |                                 |       | 645   |       |
| 9      | GTS-2  | 40 | Dören                            | Karl-Christian Lück Dieter Lindenbaum Hermann Tilke Edgar Dören                                                  | Porsche 911 Carrera RSR         |       | 645   |       |
| 9      | GTS-2  | 40 | Dören                            | Karl-Christian Lück Dieter Lindenbaum Hermann Tilke Edgar Dören                                                  |                                 |       | 645   |       |
| 10     | GTS-1  | 96 | Morrison Motorsports             | John Heinricy Stu Hayner Andy Pilgrim Don Knowles                                                                | Chevrolet Corvette              |       | 643   |       |
| 10     | GTS-1  | 96 | Morrison Motorsports             | John Heinricy Stu Hayner Andy Pilgrim Don Knowles                                                                |                                 |       | 643   |       |
| 11     | GTS-2  | 02 | Rohr Corp.                       | Johannes Huber Lloyd Hawkins Andreas Knapp-Voith Niki Siokola                                                    | Porsche 911 Carrera RSR         |       | 640   |       |
| 11     | GTS-2  | 02 | Rohr Corp.                       | Johannes Huber Lloyd Hawkins Andreas Knapp-Voith Niki Siokola                                                    |                                 |       | 640   |       |
| 12     | WSC    | 63 | Downing/Atlanta Racing           | Jim Downing Butch Hamlet Jim Pace Tim McAdam                                                                     | Kudzu DG-3 WSC                  |       | 637   |       |
| 12     | WSC    | 63 | Downing/Atlanta Racing           | Jim Downing Butch Hamlet Jim Pace Tim McAdam                                                                     |                                 |       | 637   |       |
| 13     | GTS-2  | 26 | Alex Job Racing                  | Joe Cogbill Jack Lewis Monte Shelton Charles Slater                                                              | Porsche 911                     |       | 633   |       |
| 13     | GTS-2  | 26 | Alex Job Racing                  | Joe Cogbill Jack Lewis Monte Shelton Charles Slater                                                              |                                 |       | 633   |       |
| 14     | GTS-2  | 82 | Wendy's Race Team                | Dick Greer Al Bacon Peter Uria Mike Mees Terry Lingner                                                           | Mazda RX-7                      |       | 619   |       |
| 14     | GTS-2  | 82 | Wendy's Race Team                | Dick Greer Al Bacon Peter Uria Mike Mees Terry Lingner                                                           |                                 |       | 619   |       |
| 15     | GTS-1  | 5  | Brix Racing                      | Price Cobb Mark Dismore Darin Brassfield Calvin Fish                                                             | Oldsmobile Cutlass Supreme (en) |       | 613   |       |
| 15     | GTS-1  | 5  | Brix Racing                      | Price Cobb Mark Dismore Darin Brassfield Calvin Fish                                                             |                                 |       | 613   |       |
| 16     | GTS-1  | 65 | Roush Racing                     | Wally Castro Rolando Falgueras Manolo Villa Biagio Parisi Axel Rivera                                            | Ford Mustang                    |       | 607   |       |
| 16     | GTS-1  | 65 | Roush Racing                     | Wally Castro Rolando Falgueras Manolo Villa Biagio Parisi Axel Rivera                                            |                                 |       | 607   |       |
| 17     | GTS-1  | 53 | Bill McDill                      | Bill McDill Tom Juckette Jim Trotnow Richard McDill                                                              | Chevrolet Camaro                |       | 602   |       |
| 17     | GTS-1  | 53 | Bill McDill                      | Bill McDill Tom Juckette Jim Trotnow Richard McDill                                                              |                                 |       | 602   |       |
| 18 DNF | GTS-2  | 85 | Daytona Racing                   | Wolfgang Land Arnold Mattschull Alexander Mattschull Bill Auberlen Ron Finger                                    | Porsche 911 Carrera RSR         |       | 587   |       |
| 18 DNF | GTS-2  | 85 | Daytona Racing                   | Wolfgang Land Arnold Mattschull Alexander Mattschull Bill Auberlen Ron Finger                                    |                                 |       | 587   |       |
| 19     | GTS-1  | 91 | Konrad Motorsport                | Bernd Netzeband Bert Ploeg Edgar Althoff Régis Schuch                                                            | Porsche 911 Turbo               |       | 582   |       |
| 19     | GTS-1  | 91 | Konrad Motorsport                | Bernd Netzeband Bert Ploeg Edgar Althoff Régis Schuch                                                            |                                 |       | 582   |       |
| 20     | GTS-2  | 25 | Alex Job Racing                  | Gerry Jackson Bruce Barkelew Angelo Cilli Anthony Lazzaro                                                        | Porsche 911                     |       | 581   |       |
| 20     | GTS-2  | 25 | Alex Job Racing                  | Gerry Jackson Bruce Barkelew Angelo Cilli Anthony Lazzaro                                                        |                                 |       | 581   |       |
| 21     | GTS-1  | 75 | Cunningham Racing                | Steve Millen Johnny O'Connell John Morton                                                                        | Nissan 300ZX Turbo              |       | 575   |       |
| 21     | GTS-1  | 75 | Cunningham Racing                | Steve Millen Johnny O'Connell John Morton                                                                        |                                 |       | 575   |       |
| 22     | GTS-2  | 52 | Andy Strasser                    | Andy Strasser Kevin Wheeler Jamie Busby Dennis DeFranceschi Alan Ludwig                                          | Porsche 911 Carrera RSR         |       | 566   |       |
| 22     | GTS-2  | 52 | Andy Strasser                    | Andy Strasser Kevin Wheeler Jamie Busby Dennis DeFranceschi Alan Ludwig                                          |                                 |       | 566   |       |
| 23     | GTS-2  | 08 | G&W Motorsports                  | Weldon Scrogham Steve Marshall John Biggs Danny Marshall                                                         | Porsche 911 Carrera RSR         |       | 564   |       |
| 23     | GTS-2  | 08 | G&W Motorsports                  | Weldon Scrogham Steve Marshall John Biggs Danny Marshall                                                         |                                 |       | 564   |       |
| 24     | GTS-2  | 09 | Flis Brothers                    | Craig Conway Todd Flis Richard Nisbett Troy Flis                                                                 | Mitsubishi Eclipse              |       | 562   |       |
| 24     | GTS-2  | 09 | Flis Brothers                    | Craig Conway Todd Flis Richard Nisbett Troy Flis                                                                 |                                 |       | 562   |       |
| 25     | GTS-1  | 69 | Gustl Spreng Racing              | Fritz Müller Ray Mummery Gustl Spreng                                                                            | Porsche 911 Carrera Turbo       |       | 553   |       |
| 25     | GTS-1  | 69 | Gustl Spreng Racing              | Fritz Müller Ray Mummery Gustl Spreng                                                                            |                                 |       | 553   |       |
| 26     | GTS-2  | 24 | Jarett Freeman                   | Jarett Freeman Simon Gregg Max Schmidt Nort Northam                                                              | Porsche 911 Cup                 |       | 553   |       |
| 26     | GTS-2  | 24 | Jarett Freeman                   | Jarett Freeman Simon Gregg Max Schmidt Nort Northam                                                              |                                 |       | 553   |       |
| 27     | GTS-2  | 04 | Rohr Corp.                       | Dick Downs Larry Schumacher Richard Raimist Wolfgang Haugg                                                       | Porsche 911 SC                  |       | 550   |       |
| 27     | GTS-2  | 04 | Rohr Corp.                       | Dick Downs Larry Schumacher Richard Raimist Wolfgang Haugg                                                       |                                 |       | 550   |       |
| 28     | GTS-1  | 4  | Brix Racing                      | R. K. Smith Calvin Fish Brian DeVries Irv Hoerr                                                                  | Oldsmobile Cutlass Supreme (en) |       | 547   |       |
| 28     | GTS-1  | 4  | Brix Racing                      | R. K. Smith Calvin Fish Brian DeVries Irv Hoerr                                                                  |                                 |       | 547   |       |
| 29 DNF | GTS-2  | 99 | Konrad Motorsport                | Karl-Heinz Wlazik Ira Storfer Helmut Reis Franz Konrad                                                           | Porsche 911 Carrera RSR         |       | 524   |       |
| 29 DNF | GTS-2  | 99 | Konrad Motorsport                | Karl-Heinz Wlazik Ira Storfer Helmut Reis Franz Konrad                                                           |                                 |       | 524   |       |
| 30 DNF | WSC    | 43 | Payne Williams Racing            | Brian Williams John Mirro Lee Payne David Loring Don Kitch Jr.                                                   | Denali                          |       | 512   |       |
| 30 DNF | WSC    | 43 | Payne Williams Racing            | Brian Williams John Mirro Lee Payne David Loring Don Kitch Jr.                                                   |                                 |       | 512   |       |
| 31     | GTS-1  | 95 | Morrison Motorsports             | Jim Minneker Charles Morgan Del Percilla Rob Morgan                                                              | Chevrolet Corvette              |       | 511   |       |
| 31     | GTS-1  | 95 | Morrison Motorsports             | Jim Minneker Charles Morgan Del Percilla Rob Morgan                                                              |                                 |       | 511   |       |
| 32     | WSC    | 0  | Chuck Cottrell                   | Chuck Cottrell Leigh Miller Mike Holt Chuck Goldsborough Elias Chocron Ted Anderson Eric van Cleef Don Kitch Jr. | Kudzu DG-2 WSC                  |       | 489   |       |
| 32     | WSC    | 0  | Chuck Cottrell                   | Chuck Cottrell Leigh Miller Mike Holt Chuck Goldsborough Elias Chocron Ted Anderson Eric van Cleef Don Kitch Jr. |                                 |       | 489   |       |
| 33     | GTS-1  | 64 | Mel A. Butt                      | Mel Butt Jim Higgs Bob Barker Ronald Zitza                                                                       | Chevrolet Camaro                |       | 480   |       |
| 33     | GTS-1  | 64 | Mel A. Butt                      | Mel Butt Jim Higgs Bob Barker Ronald Zitza                                                                       |                                 |       | 480   |       |
| 34     | GTS-1  | 61 | Callaway Competition             | Enrico Bertaggia Philippe Olczyk Seppi Wendlinger Johnny Unser                                                   | Callaway Corvette               |       | 473   |       |
| 34     | GTS-1  | 61 | Callaway Competition             | Enrico Bertaggia Philippe Olczyk Seppi Wendlinger Johnny Unser                                                   |                                 |       | 473   |       |
| 35     | WSC    | 30 | Momo Corse                       | Giampiero Moretti Wayne Taylor Eliseo Salazar Didier Theys                                                       | Ferrari 333 SP                  |       | 467   |       |
| 35     | WSC    | 30 | Momo Corse                       | Giampiero Moretti Wayne Taylor Eliseo Salazar Didier Theys                                                       |                                 |       | 467   |       |
| 36     | GTS-1  | 31 | Kent Racing                      | Robert Nearn Nigel Smith Juan Gac Kent Painter                                                                   | Chevrolet Camaro                |       | 450   |       |
| 36     | GTS-1  | 31 | Kent Racing                      | Robert Nearn Nigel Smith Juan Gac Kent Painter                                                                   |                                 |       | 450   |       |
| 37     | WSC    | 7  | Bobby Brown Motorsports          | Dominic Dobson Bill Cooper Don Bell Paul Debban                                                                  | Spice HC94                      |       | 447   |       |
| 37     | WSC    | 7  | Bobby Brown Motorsports          | Dominic Dobson Bill Cooper Don Bell Paul Debban                                                                  |                                 |       | 447   |       |
| 38 DNF | LM WSC | 00 | Konrad Motorsport                | Cor Euser Antônio Hermann Tiff Needell Franz Konrad                                                              | Kremer K8 (en)                  |       | 436   |       |
| 38 DNF | LM WSC | 00 | Konrad Motorsport                | Cor Euser Antônio Hermann Tiff Needell Franz Konrad                                                              |                                 |       | 436   |       |
| 39 DNF | WSC    | 3  | Scandia Racing Team              | Fermín Vélez Andy Evans Paul Gentilozzi Eric van de Poele                                                        | Ferrari 333 SP                  |       | 417   |       |
| 39 DNF | WSC    | 3  | Scandia Racing Team              | Fermín Vélez Andy Evans Paul Gentilozzi Eric van de Poele                                                        |                                 |       | 417   |       |
| 40     | WSC    | 51 | Scott Flatt                      | Bruce Trenery Vic Rice Grahame Bryant Buddy Norton Jeffrey Pattinson                                             | Cannibal                        |       | 407   |       |
| 40     | WSC    | 51 | Scott Flatt                      | Bruce Trenery Vic Rice Grahame Bryant Buddy Norton Jeffrey Pattinson                                             |                                 |       | 407   |       |
| 41 DNF | WSC    | 33 | Scandia Racing Team              | Mauro Baldi Michele Alboreto Stefan Johansson                                                                    | Ferrari 333 SP                  |       | 405   |       |
| 41 DNF | WSC    | 33 | Scandia Racing Team              | Mauro Baldi Michele Alboreto Stefan Johansson                                                                    |                                 |       | 405   |       |
| 42     | GTS-1  | 15 | Team Argentina                   | Luis Delconte Alejandro Spinella Fabian Hermoso Facundo Gilbicella                                               | Oldsmobile Cutlass Supreme (en) |       | 402   |       |
| 42     | GTS-1  | 15 | Team Argentina                   | Luis Delconte Alejandro Spinella Fabian Hermoso Facundo Gilbicella                                               |                                 |       | 402   |       |
| 43     | GTS-1  | 87 | John Annis                       | John Annis Dom DeLuca David Donavon Tom Paligraf                                                                 | Chevrolet Camaro                |       | 387   |       |
| 43     | GTS-1  | 87 | John Annis                       | John Annis Dom DeLuca David Donavon Tom Paligraf                                                                 |                                 |       | 387   |       |
| 44     | GTS-1  | 34 | RFF Racing                       | Len McCue Gary Grubbs Greg Cecil Bob Hudgins Ray Halin                                                           | Chevrolet Camaro                |       | 376   |       |
| 44     | GTS-1  | 34 | RFF Racing                       | Len McCue Gary Grubbs Greg Cecil Bob Hudgins Ray Halin                                                           |                                 |       | 376   |       |
| 45     | GTS-2  | 57 | Kryderacing                      | Reed Kryder Christian Heinkélé Klaus Roth Frank Del Vecchio                                                      | Nissan 240SX                    |       | 373   |       |
| 45     | GTS-2  | 57 | Kryderacing                      | Reed Kryder Christian Heinkélé Klaus Roth Frank Del Vecchio                                                      |                                 |       | 373   |       |
| 46 DNF | GTS-1  | 17 | Dave White                       | Arthur Pilla Kenper Miller Charles Mendez Dave White                                                             | Porsche 911 Turbo               |       | 368   |       |
| 46 DNF | GTS-1  | 17 | Dave White                       | Arthur Pilla Kenper Miller Charles Mendez Dave White                                                             |                                 |       | 368   |       |
| 47 DNF | GTS-2  | 88 | Douglas Campbell                 | Ralph Thomas John Bourassa Douglas Campbell Amos Johnson                                                         | Mazda RX-7                      |       | 335   |       |
| 47 DNF | GTS-2  | 88 | Douglas Campbell                 | Ralph Thomas John Bourassa Douglas Campbell Amos Johnson                                                         |                                 |       | 335   |       |
| 48 DNF | GTS-1  | 92 | Hoyt Overbagh                    | Oma Kimbrough Mark Montgomery Mauro Casadei David Kicak Steve Golden Hoyt Overbagh                               | Chevrolet Camaro                |       | 317   |       |
| 48 DNF | GTS-1  | 92 | Hoyt Overbagh                    | Oma Kimbrough Mark Montgomery Mauro Casadei David Kicak Steve Golden Hoyt Overbagh                               |                                 |       | 317   |       |
| 49 DNF | GTS-1  | 90 | Riggins Competition              | Craig Carter Andy Petery Tommy Riggins Les Delano                                                                | Oldsmobile Cutlass Supreme (en) |       | 316   |       |
| 49 DNF | GTS-1  | 90 | Riggins Competition              | Craig Carter Andy Petery Tommy Riggins Les Delano                                                                |                                 |       | 316   |       |
| 50 DNF | GTS-2  | 32 | Comprent Motor Sports            | Juan Carlos Carbonell Michael Smellie John Finger Lambert McLaurin                                               | Mazda MX-6                      |       | 294   |       |
| 50 DNF | GTS-2  | 32 | Comprent Motor Sports            | Juan Carlos Carbonell Michael Smellie John Finger Lambert McLaurin                                               |                                 |       | 294   |       |
| 51 DNF | WSC    | 20 | Warren Mosler                    | Chet Fillip Jeff McComb Brian Berry Mac DeMere Don Fuller                                                        | Consulier Intruder              |       | 291   |       |
| 51 DNF | WSC    | 20 | Warren Mosler                    | Chet Fillip Jeff McComb Brian Berry Mac DeMere Don Fuller                                                        |                                 |       | 291   |       |
| 52     | WSC    | 37 | Pegasus Racing                   | Éric Bachelart Michael Dow Oliver Kuttner Rick Ferguson                                                          | Pegasus                         |       | 290   |       |
| 52     | WSC    | 37 | Pegasus Racing                   | Éric Bachelart Michael Dow Oliver Kuttner Rick Ferguson                                                          |                                 |       | 290   |       |
| 53     | GTS-1  | 21 | Kent Racing                      | Guy Kuster Sergio Brambilla Mauro Borella Kent Painter Scott Gaylord                                             | Chevrolet Camaro                |       | 280   |       |
| 53     | GTS-1  | 21 | Kent Racing                      | Guy Kuster Sergio Brambilla Mauro Borella Kent Painter Scott Gaylord                                             |                                 |       | 280   |       |
| 54 DNF | GTS-2  | 68 | Hendricks Porsche                | Joe Danaher Hugh Johnson Charles Coker Cort Wagner                                                               | Porsche 968 Turbo               |       | 259   |       |
| 54 DNF | GTS-2  | 68 | Hendricks Porsche                | Joe Danaher Hugh Johnson Charles Coker Cort Wagner                                                               |                                 |       | 259   |       |
| 55 DNF | GTS-1  | 97 | Vic Sifton                       | Robert Kahn Victor Sifton Trevor Seibert Joe Varde                                                               | Chevrolet Lumina                |       | 253   |       |
| 55 DNF | GTS-1  | 97 | Vic Sifton                       | Robert Kahn Victor Sifton Trevor Seibert Joe Varde                                                               |                                 |       | 253   |       |
| 56 DNF | GTS-2  | 22 | Fabcar                           | Tom Hessert Jr. Steve Durst John Higgins Mark Abel                                                               | Porsche 911                     |       | 246   |       |
| 56 DNF | GTS-2  | 22 | Fabcar                           | Tom Hessert Jr. Steve Durst John Higgins Mark Abel                                                               |                                 |       | 246   |       |
| 57 DNF | GTS-1  | 77 | Tim Banks                        | Don Arpin Tim Banks Paul Reckert John Bumb                                                                       | Oldsmobile Cutlass Supreme (en) |       | 237   |       |
| 57 DNF | GTS-1  | 77 | Tim Banks                        | Don Arpin Tim Banks Paul Reckert John Bumb                                                                       |                                 |       | 237   |       |
| 58 DNF | GTS-2  | 12 | Prototype Technology Group, Inc. | Dieter Quester John Paul Jr. Pete Halsmer David Donohue                                                          | BMW M3 E36                      |       | 221   |       |
| 58 DNF | GTS-2  | 12 | Prototype Technology Group, Inc. | Dieter Quester John Paul Jr. Pete Halsmer David Donohue                                                          |                                 |       | 221   |       |
| 59 DNF | GTS-2  | 86 | Daytona Racing                   | Mark Mehalic Ron Finger Martin Dose                                                                              | Porsche 911 Carrera RSR         |       | 207   |       |
| 59 DNF | GTS-2  | 86 | Daytona Racing                   | Mark Mehalic Ron Finger Martin Dose                                                                              |                                 |       | 207   |       |
| 60 DNF | WSC    | 8  | Support Net Racing, Inc.         | Henry Camferdam Ben Morgenrood Roger Mandeville                                                                  | Hawk MD3R                       |       | 160   |       |
| 60 DNF | WSC    | 8  | Support Net Racing, Inc.         | Henry Camferdam Ben Morgenrood Roger Mandeville                                                                  |                                 |       | 160   |       |
| 61 DNF | GTS-1  | 74 | Champion Porsche                 | Hans-Joachim Stuck Bill Adam Harald Grohs Neto Jochamowitz Dorsey Schroeder                                      | Porsche 911 GT2 (993)           |       | 159   |       |
| 61 DNF | GTS-1  | 74 | Champion Porsche                 | Hans-Joachim Stuck Bill Adam Harald Grohs Neto Jochamowitz Dorsey Schroeder                                      |                                 |       | 159   |       |
| 62 DNF | WSC    | 44 | Screaming Eagles Racing          | Craig T. Nelson Ross Bentley Dan Clark Margie Smith-Haas                                                         | Spice SE90                      |       | 156   |       |
| 62 DNF | WSC    | 44 | Screaming Eagles Racing          | Craig T. Nelson Ross Bentley Dan Clark Margie Smith-Haas                                                         |                                 |       | 156   |       |
| 63 DNF | GTS-1  | 62 | Curren Motorsports               | Mark Kennedy Billy Bies David Rankin Tom Curren                                                                  | Oldsmobile Cutlass Supreme (en) |       | 132   |       |
| 63 DNF | GTS-1  | 62 | Curren Motorsports               | Mark Kennedy Billy Bies David Rankin Tom Curren                                                                  |                                 |       | 132   |       |
| 64 DNF | WSC    | 9  | Auto Toy Store, Inc.             | Andy Wallace Jan Lammers Derek Bell                                                                              | Spice SE90                      |       | 100   |       |
| 64 DNF | WSC    | 9  | Auto Toy Store, Inc.             | Andy Wallace Jan Lammers Derek Bell                                                                              |                                 |       | 100   |       |
| 65 DNF | WSC    | 6  | Power Macintosh Racing           | Dan Marvin Stanley Dickens Jeff Gray Rick Sutherland                                                             | Spice AK93                      |       | 92    |       |
| 65 DNF | WSC    | 6  | Power Macintosh Racing           | Dan Marvin Stanley Dickens Jeff Gray Rick Sutherland                                                             |                                 |       | 92    |       |
| 66 DNF | GTS-2  | 18 | Dan Lewis                        | Tommy Johnson John Sheldon Dan Lewis Rick Fairbanks                                                              | Mazda MX-6                      |       | 91    |       |
| 66 DNF | GTS-2  | 18 | Dan Lewis                        | Tommy Johnson John Sheldon Dan Lewis Rick Fairbanks                                                              |                                 |       | 91    |       |
| 67 DNF | GTS-1  | 23 | Bob Hundredmark                  | Bob Hundredmark Ken Fengler Steve Pfeffer Gene Henry                                                             | Oldsmobile Cutlass Supreme (en) |       | 78    |       |
| 67 DNF | GTS-1  | 23 | Bob Hundredmark                  | Bob Hundredmark Ken Fengler Steve Pfeffer Gene Henry                                                             |                                 |       | 78    |       |
| 68 DNF | GTS-2  | 58 | Pro-Technik Racing               | Mike Smith Doug Frazier Jim Matthews Sam Shalala                                                                 | Porsche 911 Carrera             |       | 65    |       |
| 68 DNF | GTS-2  | 58 | Pro-Technik Racing               | Mike Smith Doug Frazier Jim Matthews Sam Shalala                                                                 |                                 |       | 65    |       |
| 69 DNF | GTS-2  | 13 | Prototype Technology Group, Inc. | Boris Said Justin Bell Ronny Meixner                                                                             | BMW M3 E36                      |       | 60    |       |
| 69 DNF | GTS-2  | 13 | Prototype Technology Group, Inc. | Boris Said Justin Bell Ronny Meixner                                                                             |                                 |       | 60    |       |
| 70 DNF | GTS-1  | 11 | John Josey                       | Ken Bupp Scott Watkins Luis Sereix Danuel Urrutia                                                                | Ford Mustang                    |       | 49    |       |
| 70 DNF | GTS-1  | 11 | John Josey                       | Ken Bupp Scott Watkins Luis Sereix Danuel Urrutia                                                                |                                 |       | 49    |       |
| 71 DNF | GTS-1  | 66 | Team Gunnar                      | Chapman Root Jonathan Baker Cort Wagner Carlos Moran                                                             | Porsche 911 Carrera RSR         |       | 24    |       |
| 71 DNF | GTS-1  | 66 | Team Gunnar                      | Chapman Root Jonathan Baker Cort Wagner Carlos Moran                                                             |                                 |       | 24    |       |
| 72 DNF | GTS-1  | 38 | Earl Segredahl                   | Tony Ave Ray Irwin Doug Nies Earl Segredahl                                                                      | Chevrolet Camaro                |       | 17    |       |
| 72 DNF | GTS-1  | 38 | Earl Segredahl                   | Tony Ave Ray Irwin Doug Nies Earl Segredahl                                                                      |                                 |       | 17    |       |
| 73 DNF | WSC    | 16 | Dyson Racing                     | James Weaver Rob Dyson Scott Sharp Butch Leitzinger                                                              | Riley & Scott Mk III (en)       |       | 11    |       |
| 73 DNF | WSC    | 16 | Dyson Racing                     | James Weaver Rob Dyson Scott Sharp Butch Leitzinger                                                              |                                 |       | 11    |       |
| 74 DNF | GTS-1  | 72 | Champion Porsche                 | Neto Jochamowitz Mike Peters Jeff Purner Marco Apicella                                                          | Porsche 911 Turbo               |       | 0     |       |
| 74 DNF | GTS-1  | 72 | Champion Porsche                 | Neto Jochamowitz Mike Peters Jeff Purner Marco Apicella                                                          |                                 |       | 0     |       |

## Pole position et record du tour
- Pole position :  Mauro Baldi (#33 Ferrari 333 SP) en 1 min 43 s 326
- Meilleur tour en course :  Fermín Vélez (#3 Ferrari 333 SP) en 1 min 45 s 464